# Circuito Laoshan de Mountain Bike
O Circuito Laoshan de Mountain Bike está localizado no oeste de Pequim, próximo ao Velódromo Laoshan. Teve sua reforma iniciada em maio de 2006. O circuito sediou a prova de Mountain bike dos Jogos Olímpicos de Verão de 2008. O projeto envolve uma pista de 4,6 km de comprimento, um prédio com 8.275 m² de área e uma arquibancada para 2.000 pessoas, além de outros detalhes.
A obra foi concluída no segundo semestre de 2007 e foi a base de treinamento para a equipe chinesa de ciclismo. Após os Jogos, o circuito tornou-se aberto ao público.